# تاک‌های بلور
نمایشنامهٔ تاک‌های بلور به قلم نمایشنامه‌نویس و مترجم و پژوهشگر ایرانی، رضا شیرمرز، درواقع بخش دوم از سه‌گانه‌ای به نام ستاره‌های دارچینی است. این اثر رئالیستی در بیست و هقتمین جشنوارهٔ تئاتر فجر در بخش متون نمایشی برگزیده شد و تسط انتشارات نمایش در سال ۱۳۸۷ به انتشار رسید. تاک‌های بلور توسط گروهی از بازیگران حرفه‌ای با کارگردانی هوشنگ فضلی در تئاتر شهر نمایشنامه‌خوانی شد، ولی هنگامی که نماشنامه‌نویس خود برای به صحنه بردن آن اقدام کرد، پس از جند ماه تمرین توسط بازبین‌های سانسورچی مرکز هنرهای نمایشی از اجرای عموم بازماند.

## خلاصه
کشاورزی پیر و بیمار به نام اصغر بهاری به همراه زنش، گوهر، فعال فمینیست پیشین، در تاکستانی دورافتاده، در تلاشند تا از مرگ تاک‌هایشان به دلیل کم‌آبی جلوگیری کنند، درحالی که دشواری‌های مالی نیز باری مضاعف بر شانه‌های فرسودهٔ آنها افزوده‌است. گوهر پس از سرخوردگی از مبارزه برای حقوق زنان، بر آن بوده تا از گذشتهٔ خویش فاصله بگیرد و به هر وسیلهٔ ممکن آن را کتمان کند، ولی هر بار که چشم در چشم همسایهٔ خود، جمشید بیات، می‌اندازد، گذشته در برابر او تجسد می‌یابد، چون جمشبد دلباخته دیرینه‌ای است که در پی گوهر، خود را به این نقطهٔ دوردست تبعید کرده و در هر فرصتی، هم‌کلامی با او را مغتنم می‌شمارد. جمشید برای به دست آوردن گوهر برای اصغر بهاری پاپوش درست می‌کند، تاکستان روبه‌مرگ را به واسطهٔ رأی دادگاه از تصاحب می‌کند و این خود به مرگ رقیبش می‌انجامد، ولی گوهر که از نیرنگ جمشید باخبر شده، جلای خانه می‌کند و جمشید را در تاکستانی خشک، تنها می‌گذارد…

## شخصیت‌ها
آقاجون یا اصغر بهاری، ۷۰ ساله
گوهر، همسرش، ۵۸ ساله
سارا، دختر آنها، ۳۰ ساله
بردیا، شوهر آینده سارا، ۴۰ ساله
جمشید بیات، همسایه، ۶۵ ساله
مریم، دختر آنها، ۱۵ ساله